# 조시에우 아우베스 지 올리베이라
조시에우 아우베스 지 올리베이라(포르투갈어: Josiel Alves de Oliveira, 1988년 9월 19일 ~ ), 보통 조(포르투갈어: Jô)로 불리는 브라질의 축구 선수이며, 포지션은 공격형 미드필더다. 2017 시즌 대한민국 2부 리그 K리그 챌린지의 FC 안양에서 활약한 바 있다. K리그 등록명은 조시엘이었다.

## 축구인 경력

### 클럽 경력
조시엘은 그의 고향인 아크리주에서 축구를 시작했다. 아크리의 주리그인 캄페오나투 아크리아누에서 AC 쥬벤투스 소속으로 활약했으며, 이곳에서 올해의 선수상을 수상하였다.
2011년 포르투갈의 UD 레이리아와 임대 계약을 맺으며, 프로경력 최초로 유럽 무대에 진출하였다. 그러나 포르투갈에서의 선수생활은 성공적이지 못했고, 모레이렌스 FC를 마지막으로 포르투갈을 떠나 브라질로 귀국하였다.
2013년 크로아티아의 NK 이스트라 1961로 이적하며, 두번째 유럽 무대 도전에 나섰다. 이후 몰도바의 리그와 아이슬란드의 리그에서 선수생활을 이어나갔다.
2017년 대한민국 K리그 챌린지 FC 안양으로 이적하였다.